# 皇家堡垒
皇家堡垒（Fort royal）是蓝色海岸戛纳海港莱兰群岛圣玛格丽特岛的一个堡垒。戛纳市收购堡垒之后，在1996年在此开设戛纳海洋博物馆（Musée de la Mer de Cannes）。

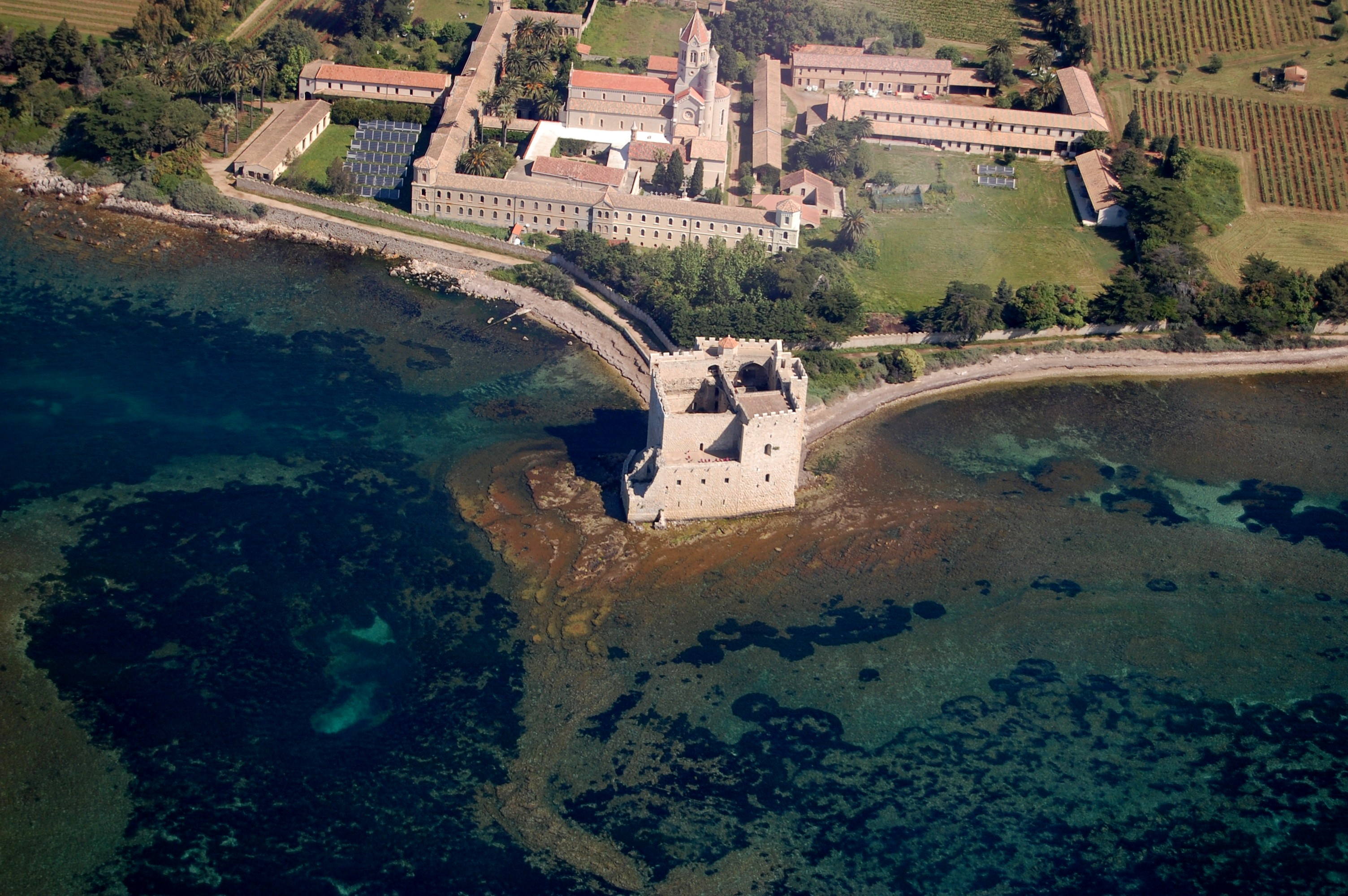
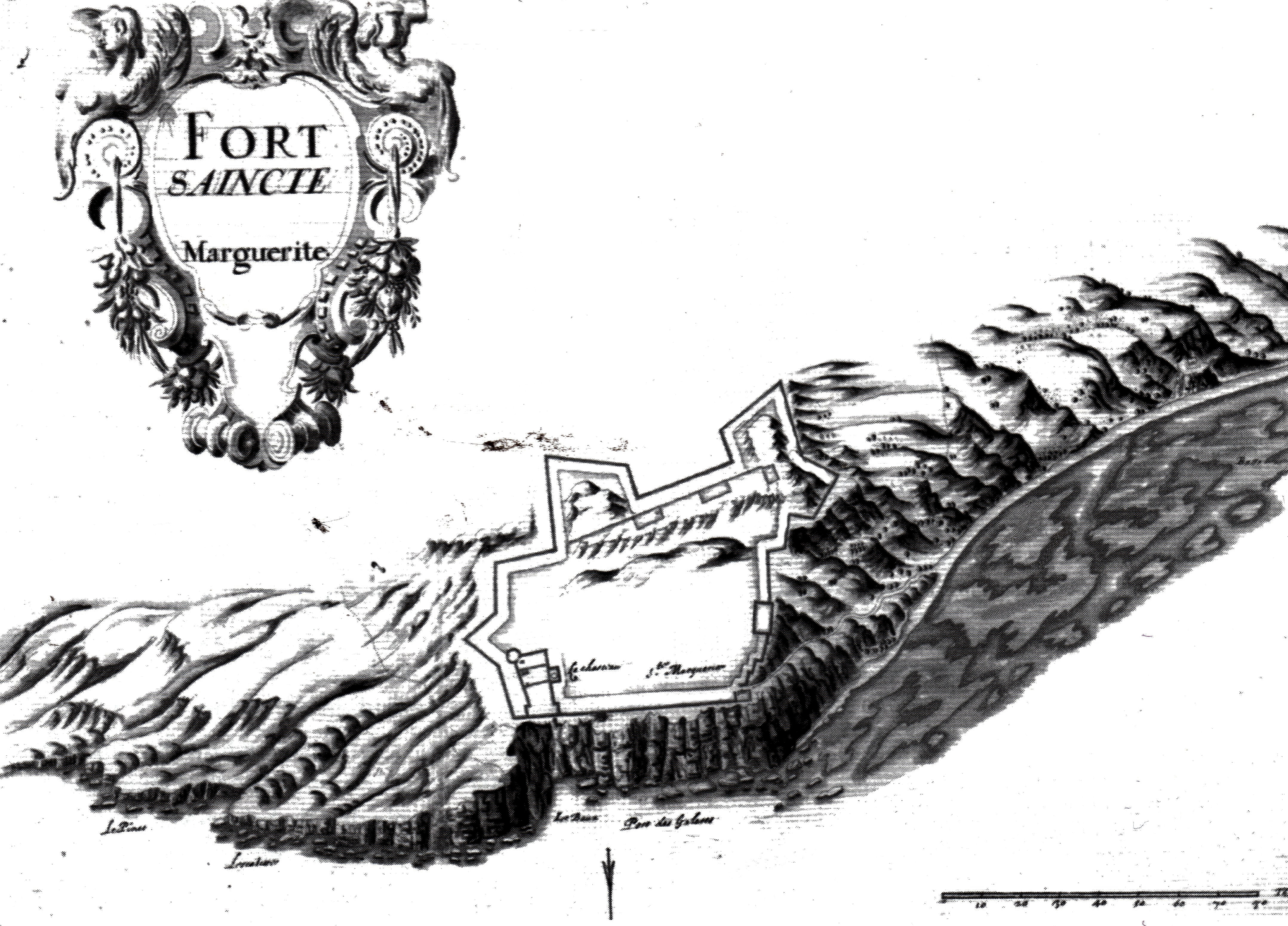
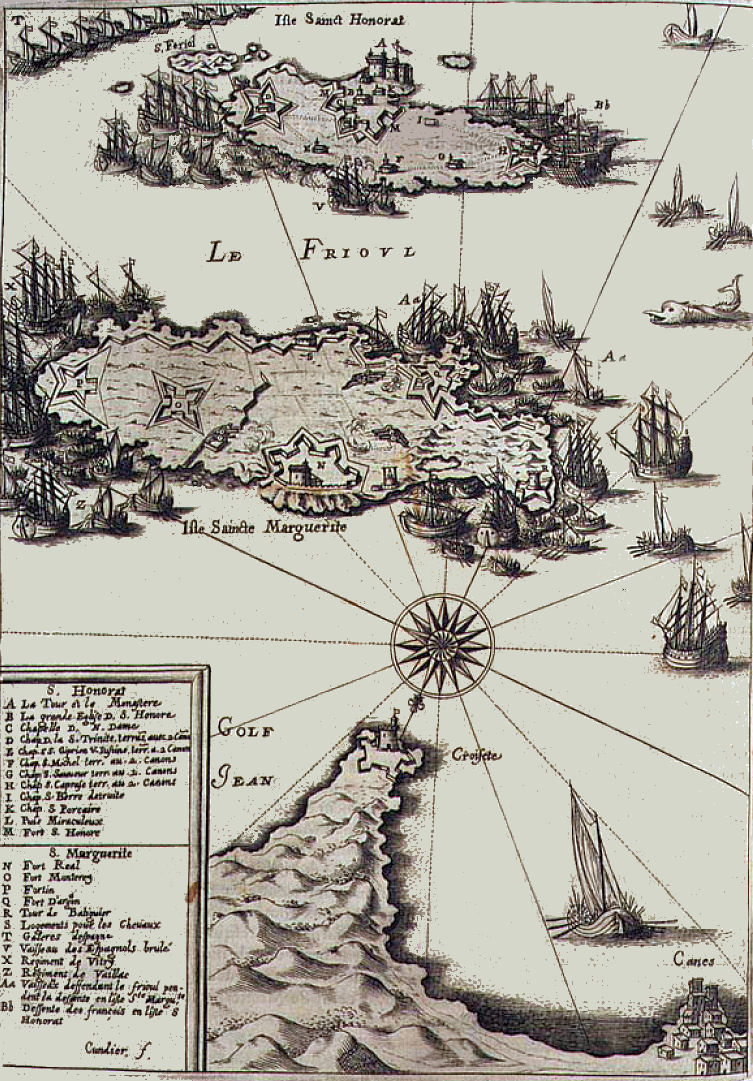
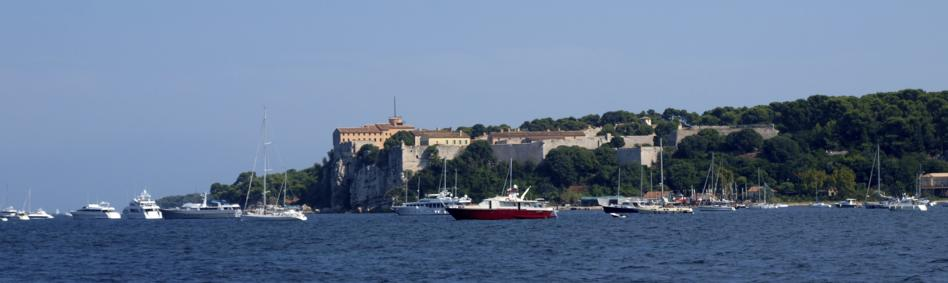
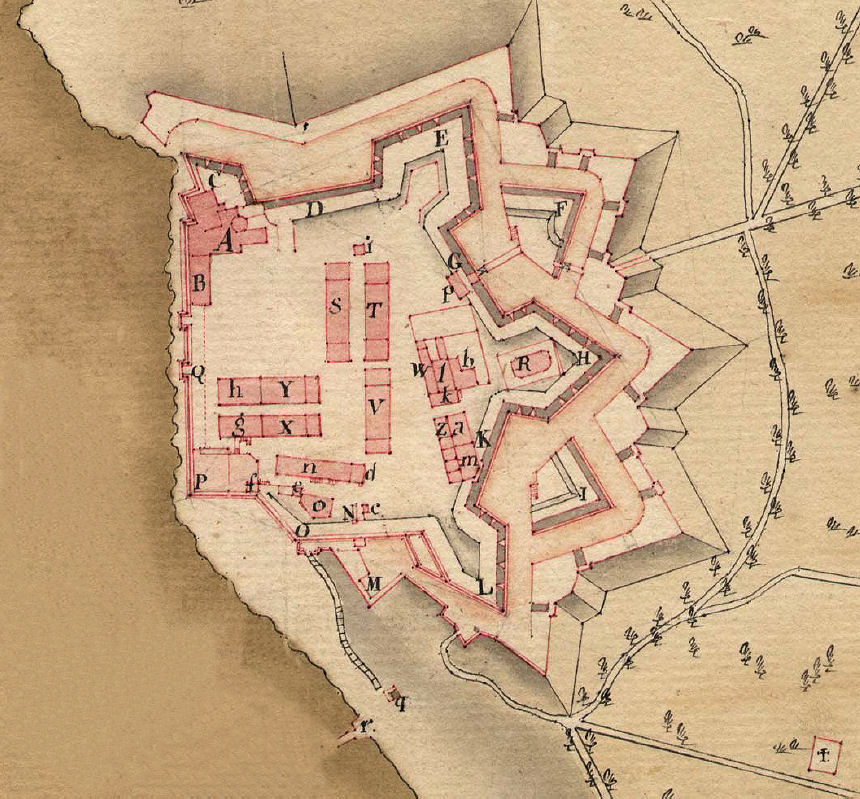
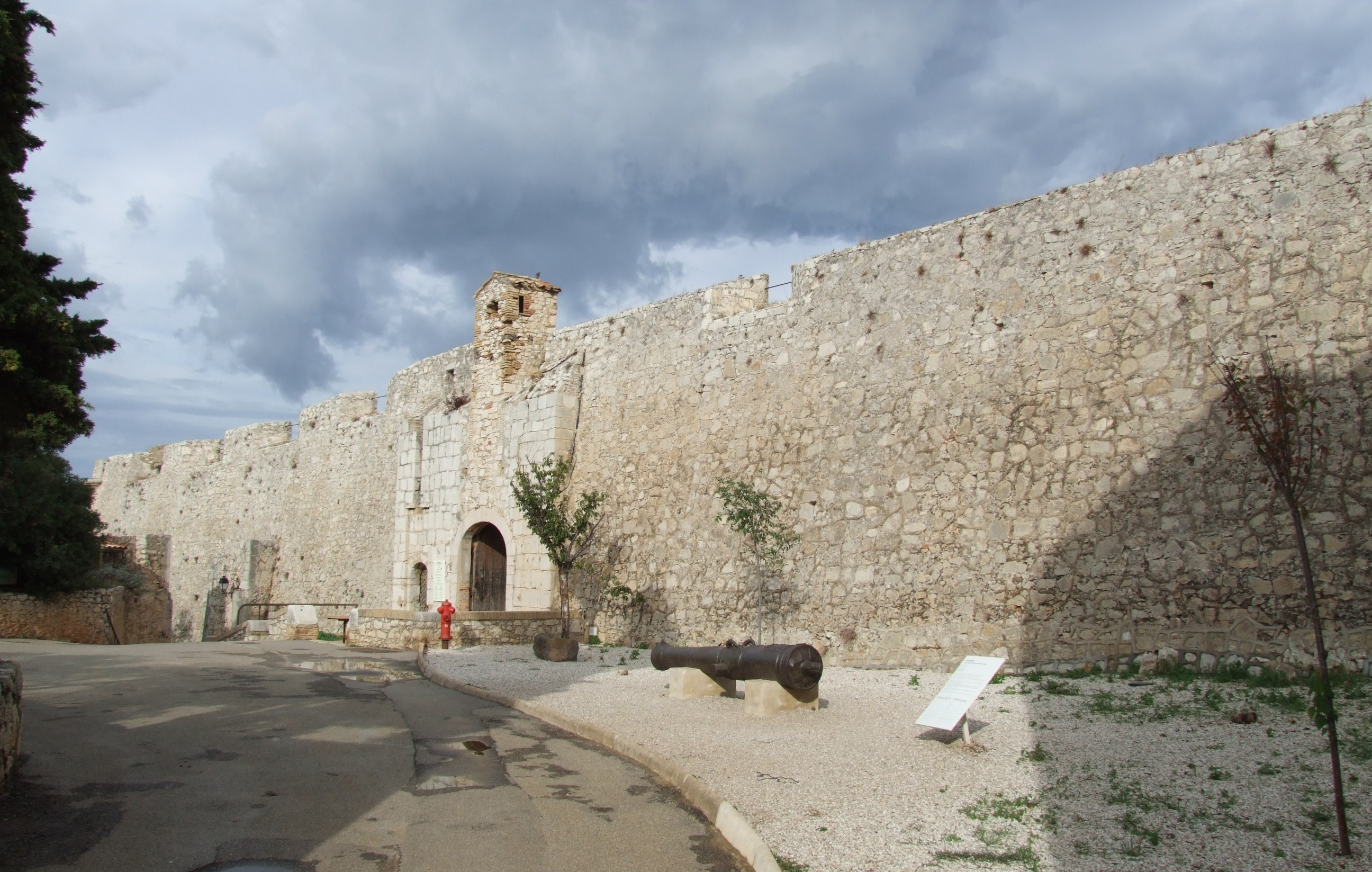
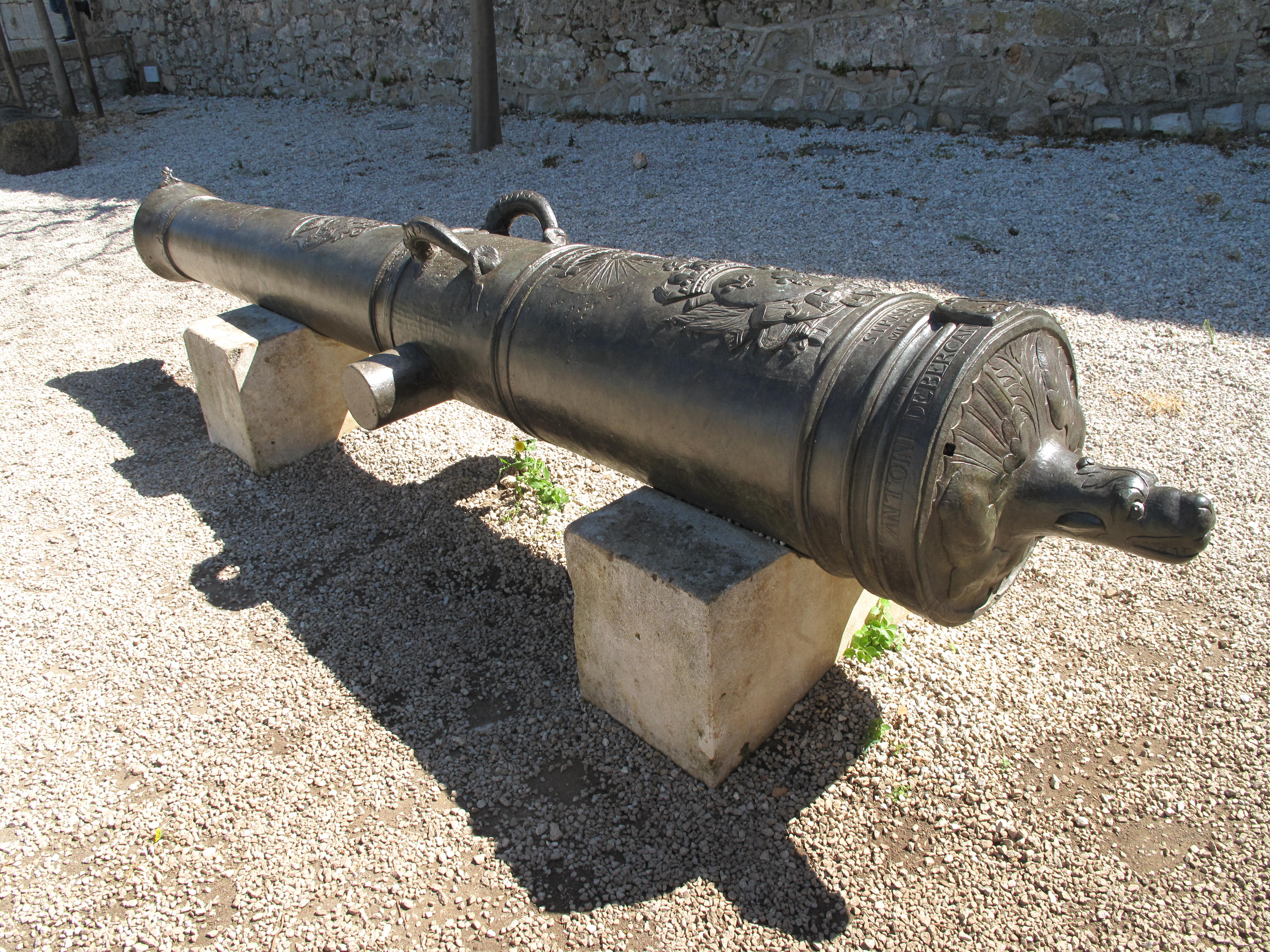